# 왕안 (신가벽)
왕안(王安, ? ~ 21년)는 전한 말기의 인물로, 위군 원성현(元城縣) 사람이다. 신나라 황제 왕망의 삼남이며, 모후는 효목황후 의춘씨다.

## 행적
전한 원시 4년(4년), 왕안은 포신후(褒新侯)로 봉해졌다.
신나라가 건국된 이후, 왕안은 시건국 원년(9년)에는 신가벽(新嘉辟)에 봉해졌고, 지황 원년(20년)에는 신천왕(新遷王)으로 봉해졌다.
다음해인 지황 2년(21년) 정월, 황후 의춘씨가 죽고 나서, 태자 왕림이 자결하고 난 후, 왕안 역시 병사했다.

## 병력
왕안은 본래 정상적인 지능을 가진 사람이 아니었던 것으로 보인다. 사서에는 '왕안은 정신이 몹시 아득하고 멍청하니, 이에 왕림(왕망의 넷째아들)을 황태자로 삼고 왕안을 신가벽(新嘉辟)으로 삼았다.'(安頗荒忽, 乃以臨為皇太子, 安為新嘉辟.)라고 전해진다.

## 출전
- 반고, 《한서》 권99 왕망전·제69 中